# Ruprechtov
Ruprechtov település Csehországban, Vyškovi járásban. Ruprechtov Račice-Pístovice, Senetářov, Bukovinka, Jedovnice, Ježkovice és Podomí településekkel határos. Lakosainak száma 631 fő (2024. január 1.).

## Népesség
A település lakosságának változását az alábbi diagram mutatja:
| Lakosok száma | 1065 | 1287 | 1096 | 800  | 689  | 570  | 605  | 594  | 604  | 631  |
|               | 1869 | 1900 | 1921 | 1961 | 1980 | 2011 | 2016 | 2019 | 2021 | 2024 |